# 寅次郎的故事45 寅次郎的青春
《寅次郎的故事45 寅次郎的青春》（日语：男はつらいよ 寅次郎の青春）是一部1992年上映的日本喜剧电影，亦是《寅次郎的故事系列》的第四十五部剧场版作品。由山田洋次导演，渥美清、倍赏千惠子、前田吟、下条正巳、三崎千惠子、后藤久美子等等主演。于1992年12月26日上映。
本作是笠智众生前的最後一部演出作品。

## 剧情简介
阿泉在东京的唱片商店里打工已经有半年了。赏月之夜，满男把她接来一起过节，顺便为她改善伙食。叔叔婶婶想念远在他乡的寅次郎，两位老人过了一个清冷的节日。 
阿泉去宫崎参加朋友的婚礼，寅次郎也刚好在那里，他是因为雨天而留在蝶子的理发店里。寅次郎和蝶子在路上遇见了阿泉。寅次郎扭伤了脚，只好继续住上一段时间。家里人惦记着寅次郎的身体，满男赶去宫崎，见到送阿泉来的蝶子的弟弟龙介，并产生了误会，直到见到了他的未婚妻由美才得以释怀。 
蝶子喜欢寅次郎，在他离开后不久就闪电般地嫁给了一位认识不久的人，寅次郎知道后怅然若失。和寅次郎有同样心情的还有满男，因为阿泉不得不辞职回家乡照顾做手术的妈妈，他们只能靠鸿雁传情。 

## 主要演员
- 车寅次郎：渥美清
- 诹访樱：倍赏千惠子
- 蝶子：風吹纯
- 龙介：永濑正敏
- 车龙造（外甥）：下条正巳
- 车つね（姑妈）：三崎千惠子
- 桂梅太郎（社长）：太宰久雄
- 诹访满男：吉冈秀隆
- 及川泉：后藤久美子
- 诹访博：前田吟
- 及川礼子：夏木麻里
- 源公：佐藤蛾次郎
- ポンシュウ：关敬六
- 御前样：笠智众
- 麒麟堂：樱井千里
- 警官：赤塚真人
- 唱片商店店主：田山涼成

## 奖项
- 第11届金十字奖最佳银奖
- 第3届文化厅最佳电影作品奖长篇电影部门

### 英文
- . Complete Index to World Film.   [2016-03-18]. （原始内容存档于2016-03-03） （英语）.
- 互联网电影数据库（IMDb）上《Otoko wa tsurai yo: Torajiro no seishun (1992)》的资料（英文）

### 德文
- . www.molodezhnaja.ch.   [2016-03-18]. （原始内容存档于2019-03-17） （德语）.

### 日文
- . www.allcinema.net.   [2016-03-18]. （原始内容存档于2016-03-04） （日语）.
- . 日本电影院数据库（日本文化厅）.   [2016-03-18]. （原始内容存档于2012-03-26） （日语）. 外部链接存在于|publisher= (帮助)
- . 日本电影数据库.   [2016-03-18]. （原始内容存档于2016-03-03） （日语）.
- . 电影旬报.   [2016-03-18]. （原始内容存档于2012-03-24） （日语）.

### 中文
- . 豆瓣电影.   [2016-03-18]. （原始内容存档于2017-01-10）.